# Клэрингтон (Онтарио)
Клэрингтон (англ.  Clarington) — муниципалитет низшего уровня в провинции Онтарио Канады.

## Описание
Был инкорпорирован как муниципалитет в 1974 году. Население 84 548 жителей в 2011 году, 77 820 жителей в 2006 году. Муниципалитет Клэрингтон расположен на северном берегу озера Онтарио в 80 км к востоку от Торонто в пределах в регионального муниципалитета Дарем. Впервые он был инкорпорирован как город Ньюкасл в 1974 году путем объединения деревни Ньюкасл, города Боуманвилл, тауншипов Кларк и Дарлингтон и полис-вилиджа Ороно. Он был переименован в муниципалитет Клэрингтон в 1993 году, где Клэрингтон — это словослияние названий двух бывших тауншипов. Название Ньюкасл было присвоено почтовому отделению в 1845 году, что вызвало некоторую путаницу, поскольку другой городок на востоке принял то же название. Своё нынешнее название он получил в 1994 году.
Первоначально город отставал от соседнего Бонд-Хейд, но в 1849 году промышленник Дэниэл Масси выкупил долю своего партнера Ф. Р. Вогана и перенёс свой литейный завод в Ньюкасл. В конечном итоге он стал одним из крупнейших производителей сельскохозяйственной техники в мире. В 1851 году Бонд-Хед и Ньюкасл объединились под последним названием; другой Ньюкасл стал Портом Брайтона. В XIX веке Ньюкасл был крупным портом как для грузовых, так и для пассажирских перевозок по озеру, но железнодорожная конкуренция и американские тарифы положили этому конец. Ньюкасл также был местом расположения одного из первых в мире рыбоводных заводов (основан в 1868 году).
Первое фактическое поселение в Дарлингтоне произошло в 1794 году. Многие семьи из США переехали сюда благодаря земельным щедротам вице-губернатора Джона Грейвса Симко.
В XX веке Клэрингтон стал туристическим центром и домом для многих жителей, которые работают в Ошаве или восточном Торонто. Помимо членов семьи Мэсси, среди других известных личностей можно отметить Джозефа Аткинсона, впоследствии владельца Торонто стар и основателя Благотворительного фонда Аткинсона.